# Адвентович, Кароль
Кароль Адвентович (пол. Karol Adwentowicz; 19 октября 1871, Сандомирская губерния, Царства Польского в составе Российской империи — 19 июля 1958, Варшава, ПНР) — польский актёр театра и кино, режиссёр и театральный деятель. Лауреат Государственной премии ПНР I степени (1955).

## Биография
Считается одним из лучших польских драматических актёров первой половины XX века.
Дебютировал на театральной сцене в 1896 году. В 1900—1912 годах играл в Городском театре Львова, в 1912 году — Кракова, в 1925—1927, 1931—1939, 1951—1958 годах — Варшавы (Польский театр и театр «Атенеум»,) и других городов.
Представитель театральной школы Тадеуша Павликовского. Актёр широкого диапазона, К. Адвентович выступал в трагедийных, хара́ктерных и комедийных ролях: Воевода, Люцифер («Мазепа», «Самуэль Зборовский» Ю. Словацкого), Чесник («Месть» Фредро), Шейлок, Брут, Гамлет («Венецианский купец», «Юлий Цезарь», «Гамлет» Шекспира), Пер Гюнт, Сольнес («Пер Гюнт», «Строитель Сольнес» Г. Ибсена), Гранатов («Человек с портфелем» А. Файко), профессор Зонненбрух («Немцы» Л. Кручковского) и др.
Снимался в кино («Отмщённая ложь» 1912, «Приор Кордецкого — защитник Ченстоховы», 1934).
Выступал также как театральный режиссёр. Автор мемуаров.
В 1929—1930 годах был директором Городского театра в Лодзи, с 1932 года до начала Второй мировой войны — директором Польского театра в Варшаве.
Похоронен на Воинском кладбище в Повонзках.

## Память
- Его именем названы улицы в Лодзи, Катовице, Радоме и Тарнуве .

## Награды
- Орден «Знамя Труда» I степени (1949)
- Командорский крест со звездой ордена Возрождения Польши (1955)
- Крест Независимости (1931)
- Офицерский крест ордена Возрождения Польши (1934)
- Золотой Крест Заслуги (трижды: 1931, 1946, 1953)
- Золотые Академические лавры (1936)
- Государственная премия ПНР I степени (1955)
- Премия на Фестивале советского искусства (1949).